# Sü Li-li
Sü Li-li (čínsky pchin-jinem Xú Lìlì, znaky 徐丽丽; * 18. února 1988 Pin-čou) je bývalá čínská zápasnice – judistka, stříbrná olympijská medailistka z roku 2012.

## Sportovní kariéra
S judem začínal v rodném Pin-čou v 11 letech po vzoru své starší sestry Sü Jü-chua. Od roku 2007 se připravovala na Pekingské sportovní univerzitě pod vedením trenérky Čchaj Ling a později pod vedením trenéra Čcheng Či-šana. V čínské ženské reprezentaci se pohybovala od roku 2007 v polostřední váze do 63 kg. V roce 2008 neuspěla v nominaci na domácí olympijské hry v Pekingu. V roce 2012 se kvalifikovala na olympijské hry v Londýně a v nominaci uspěla na úkor své starší sestry. Do Londýna přijela velmi dobře připravená. Bez většího zaváhání se probojovala do finále proti Slovince Uršce Žolnirové. Ve druhé minutě zápasu nezachytila Žolnirové sode-curikomi-goši a spadla na wazari. V závěrečných sekundách pouze snížila bodový náskok jukem a po porážce získala stříbrnou olympijskou medaili. Po roce 2013 se na větším mezinárodním turnaji neobjevila.

### Vítězství
- 2010 – 2x světový pohár (Sao Paolo, Suwon)
- 2011 – 2x světový pohár (Oberwart, Čching-tao)

## Výsledky
| Turnaj            | 2007             | 2008             | 2009             | 2010             | 2011             | 2012             | 2013             |
| Turnaj            | 19               | 20               | 21               | 22               | 23               | 24               | 25               |
| Turnaj            | polostřední váha | polostřední váha | polostřední váha | polostřední váha | polostřední váha | polostřední váha | polostřední váha |
| ----------------- | ---------------- | ---------------- | ---------------- | ---------------- | ---------------- | ---------------- | ---------------- |
| Olympijské hry    |                  | —                |                  |                  |                  | 2.               |                  |
| Mistrovství světa | úč.              |                  | —                | —                | úč.              |                  | —                |
| Asijské hry       |                  |                  |                  | —                |                  |                  |                  |
| Mistrovství Asie  | —                | —                | —                |                  | 1.               | —                | 1.               |